# Podium Sans
Podium Sans è il carattere usato in tutti i modelli di iPod con schermo a colori.
Quando è stato annunciato per la prima volta l'iPod photo l'Apple ha dichiarato  che il dispositivo utilizzava un "nuovo font Myriad" affermando che "da adesso in avanti grazie ai colori, la leggibilità è migliore rispetto a prima. Questo anche grazie anche alla definizione del display —  offre una risoluzione di 220×176 pixel — e all'uso del nuovo font Myriad." L'utilizzo dell'Adobe Myriad è il primo esempio in cui l'Apple usa lo stesso font nella pubblicità e nell'interfaccia utente. Al momento pochi hanno notato che il carattere presenti sugli iPod ha perso le caratteristiche proprie del Myriad, come la sua 'k' e 'K', la 'M' schiacciata e la particolare 'y'. Molte di queste variazioni, come il fatto di raddrizzare la 'M', possono essere spiegate con la necessità per i progettisti Apple di semplificare il design per un carattere leggibile con una dimensione piccola e una bassa risoluzione, altre sono più difficili da spiegare. 